# Salem, Quận Pierce, Wisconsin
Salem là một thị trấn thuộc quận Pierce, tiểu bang Wisconsin, Hoa Kỳ. Năm 2010, dân số của thị trấn này là 505 người.